# Paço (Torres Novas)
A Freguesia de Paço foi uma freguesia portuguesa do Município de Torres Novas, que tinha 7,60 km² de área e 684 habitantes (2011), e, por isso, uma densidade populacional de 90,0 hab/km².
A Freguesia de Paço foi extinta (agregada) pela reorganização administrativa de 2012/2013, tendo o seu território sido agregado ao da Freguesia de Olaia para criar a União das Freguesias de Olaia e Paço.
A Freguesia de Paço era constituída pelas aldeias de Vila do Paço, Vargos, Pousos e Soudos.
De 1812 a 1911 com sede em Vila do Paço houve a Paróquia de Paço tendo por orado Nossa Senhora do Pranto.

## População
| População da freguesia de Paço | População da freguesia de Paço | População da freguesia de Paço | População da freguesia de Paço | População da freguesia de Paço | População da freguesia de Paço | População da freguesia de Paço | População da freguesia de Paço | População da freguesia de Paço | População da freguesia de Paço | População da freguesia de Paço | População da freguesia de Paço | População da freguesia de Paço | População da freguesia de Paço | População da freguesia de Paço |
| ------------------------------ | ------------------------------ | ------------------------------ | ------------------------------ | ------------------------------ | ------------------------------ | ------------------------------ | ------------------------------ | ------------------------------ | ------------------------------ | ------------------------------ | ------------------------------ | ------------------------------ | ------------------------------ | ------------------------------ |
| 1864                           | 1878                           | 1890                           | 1900                           | 1911                           | 1920                           | 1930                           | 1940                           | 1950                           | 1960                           | 1970                           | 1981                           | 1991                           | 2001                           | 2011                           |
| 1 069                          | 1 241                          | 1 326                          | 1 190                          | 1 469                          | 1 405                          | 1 420                          | 1 330                          | 1 172                          | 1 203                          | 703                            | 843                            | 738                            | 734                            | 684                            |

| Distribuição da População por Grupos Etários | Distribuição da População por Grupos Etários | Distribuição da População por Grupos Etários | Distribuição da População por Grupos Etários | Distribuição da População por Grupos Etários | Distribuição da População por Grupos Etários | Distribuição da População por Grupos Etários | Distribuição da População por Grupos Etários | Distribuição da População por Grupos Etários | Distribuição da População por Grupos Etários |
| -------------------------------------------- | -------------------------------------------- | -------------------------------------------- | -------------------------------------------- | -------------------------------------------- | -------------------------------------------- | -------------------------------------------- | -------------------------------------------- | -------------------------------------------- | -------------------------------------------- |
| Ano                                          | 0-14 Anos                                    | 15-24 Anos                                   | 25-64 Anos                                   | > 65 Anos                                    |                                              | 0-14 Anos                                    | 15-24 Anos                                   | 25-64 Anos                                   | > 65 Anos                                    |
| 2001                                         | 101                                          | 76                                           | 384                                          | 173                                          |                                              | 13,8%                                        | 10,4%                                        | 52,3%                                        | 23,6%                                        |
| 2011                                         | 69                                           | 73                                           | 361                                          | 181                                          |                                              | 10,1%                                        | 10,7%                                        | 52,8%                                        | 26,5%                                        |

Média do País no censo de 2001:  0/14 Anos-16,0%; 15/24 Anos-14,3%; 25/64 Anos-53,4%; 65 e mais Anos-16,4%
Média do País no censo de 2011:   0/14 Anos-14,9%; 15/24 Anos-10,9%; 25/64 Anos-55,2%; 65 e mais Anos-19,0%